# Werben (Stendal)
Werben é uma cidade da Alemanha localizada no distrito de Stendal, estado de Saxônia-Anhalt.
Werben é membro do Verwaltungsgemeinschaft de Arneburg-Goldbeck.